# Artur, Príncipe de Gales
Artur Tudor (Winchester, 20 de setembro de 1486 – Ludlow, 2 de abril de 1502) foi Príncipe de Gales, Duque da Cornualha e Conde de Chester como filho mais velho e herdeiro aparente de Henrique VII de Inglaterra e sua esposa Isabel de Iorque. Ele foi o primeiro filho do casal, tendo nascido alguns meses depois do casamento. Artur foi visto por seus contemporâneos como a grande esperança da Casa de Tudor, já que seu nascimento foi um símbolo do fim da Guerra das Rosas que depôs seu tio-avô Ricardo III.
O planejamento do casamento de Artur começou antes de seu aniversário de três anos; ele foi investido Príncipe de Gales dois anos depois. Ele cresceu muito próximo de seus irmãos Margarida e Henrique, Duque de Iorque, com o último partilhando alguns de seus tutores. Aos onze anos, Artur foi formalmente prometido a Catarina de Aragão, filha dos poderosos monarcas católicos da Espanha, na esperança de reforçar uma aliança anglo-espanhola contra a França. Artur era bem-educado e teve boa saúde por grande parte da vida, contrário a crença moderna. Pouco depois de se casar com Catarina em 1501, os dois foram morar no Castelo de Ludlow, Shropshire, onde Artur morreu seis meses depois de uma doença desconhecida. Catarina posteriormente afirmaria veementemente que o casamento nunca foi consumado.
Um ano após a morte do filho, Henrique VII renovou seus esforços para uma aliança matrimonial com a Espanha ao prometer Catarina ao irmão mais novo de Artur, Henrique, que já havia se tornado o novo Príncipe de Gales. A morte de Artur acabou selando o caminho para a ascensão de seu irmão em 1509 como Henrique VIII e seu subsequente reinado de 37 anos, que abrangeu a separação da Igreja Anglicana da Igreja Católica e sua busca por um herdeiro masculino através de seis casamentos.

## Biografia

### Início de vida

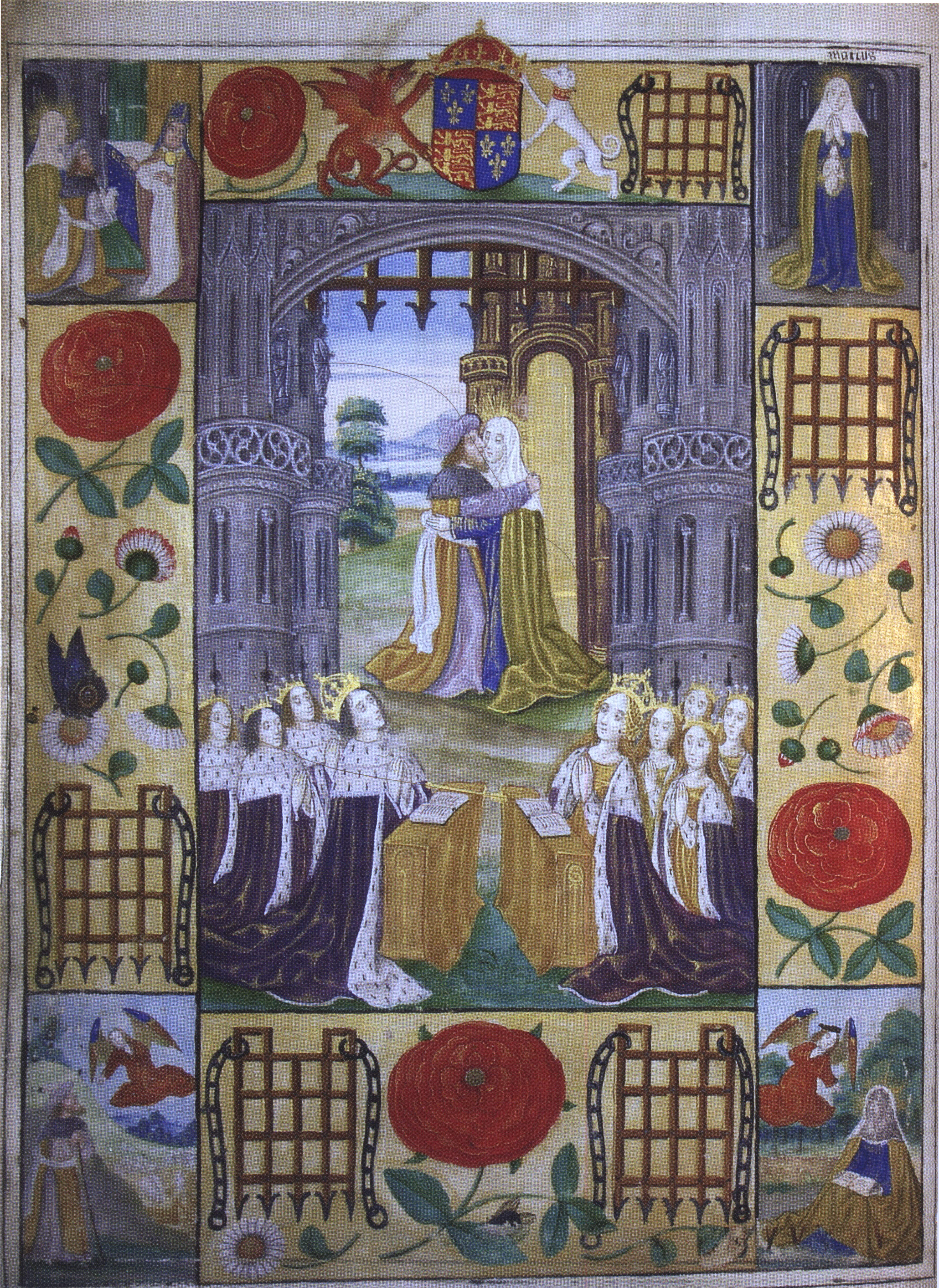
A família de Henrique VII representada em uma iluminura de c. 1503

Henrique Tudor se transformou no Rei da Inglaterra como Henrique VII em 1485 depois de derrotar Ricardo III na Batalha de Bosworth Field. Henrique fez com que genealogistas reais traçassem sua linhagem até os antigos governantes ingleses e decidiu nomear seu primogênito em homenagem ao lendário Rei Artur, a fim de fortalecer a reivindicação Tudor ao trono e enfatizar sua ascendência galesa, ou seja romano-britânica. Nessa ocasião, Camelot foi identificada como a presente Winchester e sua esposa, Isabel de Iorque, foi enviada ao Priorado de Saint Swithun de forma a dar à luz ali. Lá ele nasceu em 20 de setembro de 1486 aproximadamente à 1h da manhã, o primeiro filho do casal. O nascimento de Artur foi antecipado por humanistas franceses e italianos ansiosos pelo começo de uma "era de ouro virgiliana". Sir Francisco Bacon escreveu posteriormente que apesar de nascido prematuro em um mês, o príncipe era "forte e capaz". O jovem Artur foi descrito como um "símbolo vivo" não apenas da união da Casa de Tudor com a Casa de Iorque, mas também do fim da Guerra das Rosas. Ele era a esperança da recém estabelecida Casa de Tudor aos olhos de historiadores contemporâneos.
Artur automaticamente se transformou no Duque da Cornualha. Ele foi batizado quatro dias depois de seu nascimento na Catedral de Winchester por João Alcock, Bispo de Worcester, com seu batismo sendo imediatamente seguido por sua crisma. João de Vere, 13.º Conde de Oxford, Tomás Stanley, 1.º Conde de Derby, Guilherme FitzAlan, 16.º Conde de Arundel, a rainha Isabel Woodville e Cecília de Iorque foram seus padrinhos, com as últimas duas carregando Artur durante a cerimônia. Seu berçário em Farnham foi comandado por Isabel Darcy, que havia sido a enfermeira chefe dos filhos de Eduardo IV, incluindo a mãe de Artur. Depois de ter sido criado Príncipe de Gales em 1490, ele recebeu uma estrutura de criadagem a mando de seu pai. Henrique e Isabel teriam mais cinco filhos nos próximos treze anos, dos quais apenas três – Margarida, Henrique e Maria – sobreviveram até a idade adulta. Artur era bem próximo de Margarida e Henrique, com quem compartilhou o berçário.
Ele foi feito um Cavaleiro do Banho e depois em 29 de novembro de 1489 foi nomeado como Príncipe de Gales e Conde de Chester, sendo investido como tal no Palácio de Westminster em 27 de fevereiro de 1490. Ele progrediu pelo rio Tâmisa em uma barca real como parte da cerimônia de investidura e se encontrou em Chelsea com João Mathewe, Lorde Prefeito de Londres, e em Lambeth por embaixadores espanhóis. Artur foi feito um Cavaleiro da Jarreteira na Capela de São jorge, Castelo de Windsor, em 8 de maio de 1491. Foi nessa época que ele começou sua educação formal com João Rede, ex-diretor do Winchester College. Sua educação mais tarde foi assumida por Bernardo André, um poeta cego, e depois por Tomás Linacre, ex-médico de Henrique. A educação de Artur cobria gramática, poesia, retórica, ética e grande foco em história. Ele era um aluno habilidoso e André escreveu que o Príncipe de Gales havia decorado ou lido seleções de Homero, Virgílio, Ovídio, Terêncio, boa parte de Cícero e uma ampla variedade de trabalhos históricos, incluindo aqueles de Tucídides, Júlio César, Tito Lívio e Públio Cornélio Tácito. Artur foi descrito como um "arqueiro soberbo" e havia aprendido a dançar "correto, agradável e honrosamente" por volta de 1501.

### Crescimento

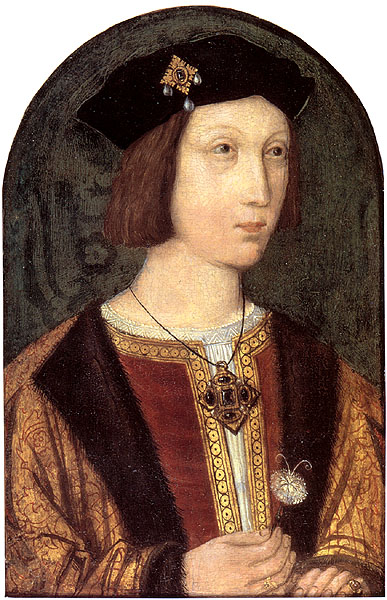
Artur c. 1500. Este é provavelmente seu retrato mais antigo já encontrado

A crença popular que Artur foi enfermo durante sua vida vem da má interpretação vitoriana de uma carta de 1502; pelo contrário, não há relatos de Artur ser um menino doente. Ele cresceu e ficou muito alto para alguém de sua idade, sendo considerado bonito pela corte espanhola: tinha cabelos avermelhados, olhos pequenos, um nariz pontudo e lembrava seu irmão Henrique, que foi descrito por contemporâneos como "extremamente bonito". Como descrito pelos historiadores Steven Gunn e Linda Monckton, Artur tinha uma personalidade "amável e gentil" e era no geral um "rapaz delicado".
Ele foi criado em maio de 1490 Lorde Guardião das Bordas, com Tomás Howard, 2.º Duque de Norfolk, sendo nomeado como seu representante. A partir de 1491 Artur passou a ser nomeado para comissões da paz. Quando seu pai viajou para a França em outubro do ano seguinte, ele foi nomeado Protetor da Inglaterra e Tenente do Rei. Seguindo os exemplos de Eduardo IV, Henrique VII criou o Conselho de Gales e das Bordas para Artur no País de Gales a fim de reforçar a autoridade real na região. O conselho já havia sido estabelecido em 1490 e liderado por Jasper Tudor, Duque de Bedford. Artur foi para o País de Gales pela primeira vez em 1501, aos quinze anos de idade. Ele recebeu o poder de nomear justiceiros de ouvir e determinar em março de 1493, assim fortalecendo ainda mais a autoridade do conselho. Em novembro o príncipe também recebeu vastas terras em Gales, incluindo o Condado de March.
Artur foi servido por filhos da nobreza inglesa, irlandesa e galesa, como Geraldo FitzGerald, 9.º Conde de Kildare, que havia sido levado para a corte inglesa como consequência do envolvimento de seu pai, o 8.º Conde de Kildare, em apoiar o pretendente Lambert Simnel na Irlanda durante o reinado de Henrique. Outros serventes incluíam Antônio Willoughby, filho de Roberto Willoughby, 1.º Barão Willoughby de Broke, Roberto Radcliffe, herdeiro do 9.º Barão FitzWalter, Maurício St. John, um sobrinho favorito de Margarida Beaufort, e Gruffydd ap Rhys ap Tomás, filho do poderoso nobre galês Tomás ap Rhys. Gruffydd se aproximou muito de Artur e foi enterrado ao lado da tumba do príncipe na Catedral de Worcester após sua morte em 1521.

### Casamento

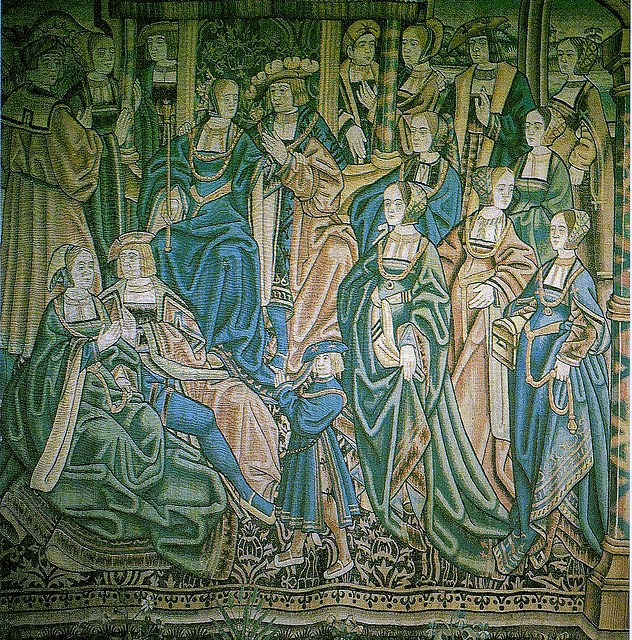
Tapeçaria flamenca mostrando a corte de Artur e Catarina

Henrique planejava casar Artur com uma das filhas dos monarcas católicos Fernando II de Aragão e Isabel I de Castela para poder forjar uma aliança anglo-espanhola contra a França. Foi sugerido que seria apropriado que o príncipe se casasse com Catarina, a filha mais nova de Fernando e Isabel. O Tratado de Medina del Campo de 27 de março de 1489 dizia que Artur e Catarina se casariam assim que completassem a idade canônica; também foi estabelecido que o dote de Catarina seria de duzentas mil coroas (equivalente a sete milhões de libras esterlinas em 2007). Uma dispensa papal permitindo o casamento foi emitida em fevereiro de 1497 e os dois foram prometidos por procuração em 25 de agosto de 1497. Um casamento por procuração ocorreu dois anos depois na Mansão Tickenhill de Artur em Bewdley, perto de Worcester; o príncipe afirmou a Rodrigo de Puebla, representante de Catarina, que "ele muito se alegrou ao contrair o casamento por causa de seu profundo e sincero amor pela Princesa".
O casal trocou cartas em latim até o aniversário de quinze anos de Artur, quando ele foi considerado velho o bastante para se casar. Em uma carta de outubro de 1499, Artur chama Catarina de "minha querida esposa" e escreveu que "Não te posso dizer o quão sinceramente desejo ver vossa Alteza, e como vexatória para mim é essa procrastinação sobre sua vinda. [Que] seja apressada, [que] o amor concebido entre nós e os desejos de alegria possam colher seus frutos adequados". Catarina desembarcou na Inglaterra em Plymouth no dia 2 de outubro de 1501. Os dois se encontraram pela primeira vez em Dogmersfield, Hampshire, no dia 4 de novembro. Artur escreveu a Fernando e Isabel afirmando que seria um "marido amável e verdadeiro"; os dois logo descobriram que tinham aprendido pronúncias diferentes do latim e não conseguiam se comunicar. Catarina chegou a Londres em 9 de novembro.
A cerimônia ocorreu em 14 de setembro na Catedral de São Paulo; os noivos usaram cetim branco. O casamento foi realizado por Henrique Deane, o Arcebispo da Cantuária, com a ajuda de Guilherme Warham, Bispo de Londres. Depois da cerimônia, Artur e Catarina foram para o Castelo de Baynard, onde foram entretidos pelas "crianças com as melhores vozes da capela do Rei, que cantaram muito docemente em harmonia singular". O que se seguiu foi uma cerimônia para levar o casal para a cama por Margarida Beaufort: a cama foi borrifada com água benta e em seguida Catarina foi conduzida para fora do banquete por suas damas de companhia. Ela foi despida, vendada e "reverentemente" colocada na cama, enquanto Artur "em sua camisa, com uma camisola vestida sobre ele", foi levado por seus cavalheiros até o quarto ao mesmo tempo que violas e tamborins eram tocados. O bispo Warham abençoou a cama e rezou para que o casamento fosse frutífero, após o qual o casal foi deixado sozinho. Essa é a única cerimônia pública para levar um casal real para a cama na Grã-Bretanha no século XVI.

### Morte

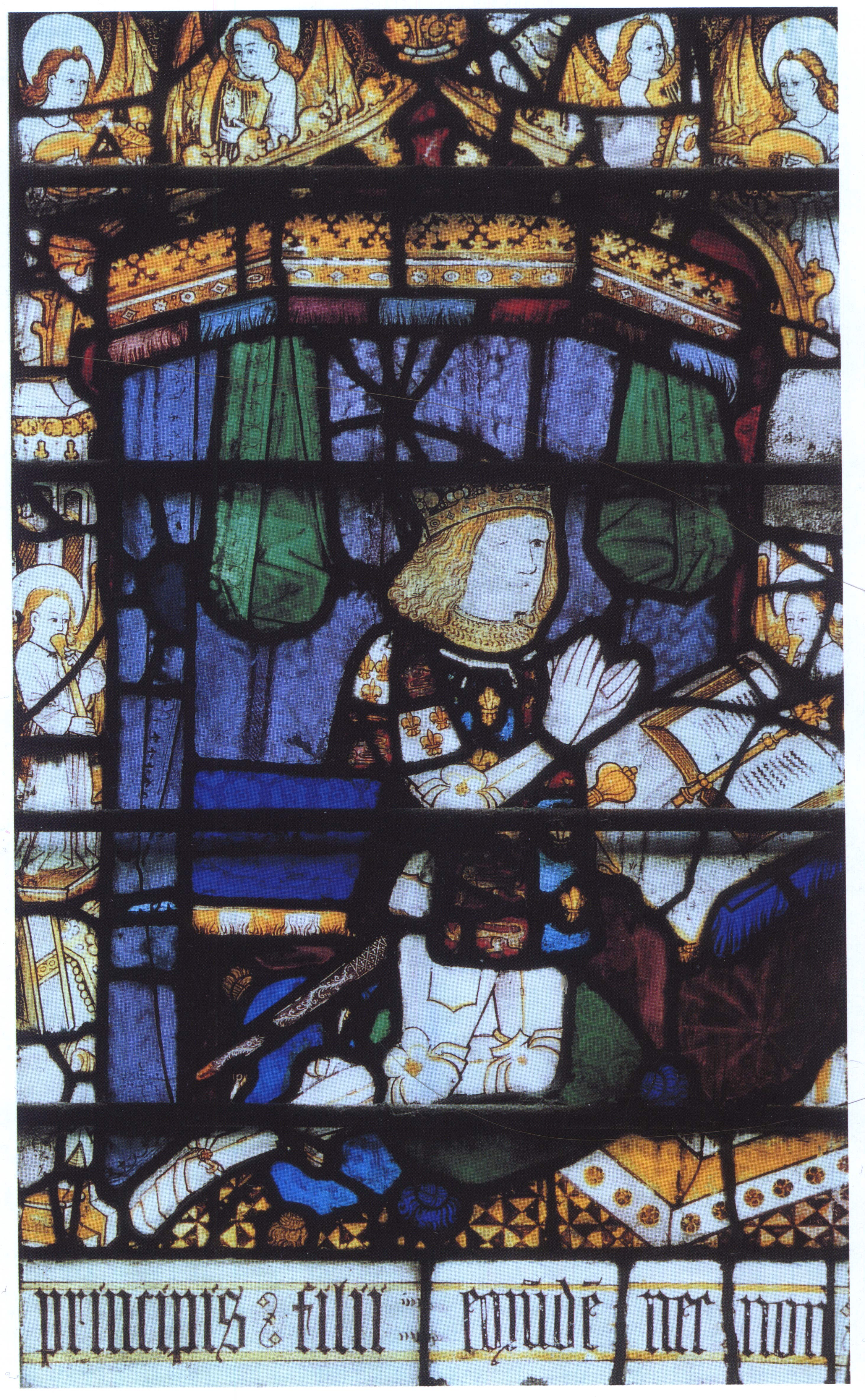
Artur em um vitral em Great Malvern

Depois de ficarem na Mansão Tickenhill por um mês, Artur e Catarina deixaram Londres e foram para as Bordas Galesas onde estabeleceram sua criadagem no Castelo de Ludlow. O príncipe estava ficando cada vez mais fraco depois do casamento, e mesmo a princesa estando relutante em acompanhá-lo, o rei ordenou que ela se juntasse ao marido. Artur achou fácil governar Gales, já que as fronteiras haviam ficado mais calmas depois de séculos de confrontos. Artur e Catarina sofreram de uma doença desconhecida em março de 1502, "um vapor maligno que procedeu a partir do ar". Apesar de Catarina ter se recuperado, Artur morreu em 2 de abril de 1502 seis meses antes de seu aniversário de dezesseis anos.
As notícias da morte de Artur chegaram na corte de Henrique em 4 de abril. O rei foi acordado no meio da noite por seu confessor, que citou Jó ao perguntar: "Se recebemos boas coisas da mão de Deus, por isso não podemos suportar coisas malignas?" Ele contou que seu "querido filho partiu para Deus", com Henrique caindo às lágrimas. "Tomado pela dor e emocionado", ele pediu para que sua esposa fosse trazida para seus aposentos, a fim de "receberam as dolorosas notícias juntos". Isabel lembrou Henrique que Deus havia lhe ajudado a conquistar o trono e "sempre o preservou", complementando que eles ainda tinham "um belo príncipe e duas belas princesas e que Deus está onde ele estava, e que [os dois] ainda eram jovens". Isabel caiu no chão e chorou logo após deixar os aposentos de Henrique, enquanto suas damas de companhia rapidamente chamaram o rei que "a consolou".
Um cortejo geral pela salvação da alma de Artur ocorreu em 8 de abril. Naquela noite, um hino fúnebre foi cantado na Catedral de São Paulo e em todas as paróquias de Londres. O corpo do príncipe foi embalsamado e em 23 de abril foi borrifado com água benta, enrolado em um dossel e carregado do castelo até a Igreja Paroquial de Ludlow por vários nobres e cavaleiros. O corpo de Artur foi levado para a Catedral de Worcester no dia 25 através do rio Severn em uma "carroça especial forrada de preto e puxada por seis cavalos, também vestidos de preto". Como era costume, Catarina não compareceu ao funeral. Tomás Howard foi o pranteador chefe. Ao final, sir Guilherme Uvedale, sir Ricardo Croft e os arrumadores da criadagem de Artur quebraram seus bastões de serviço e os jogaram na sepultura. O brasão de Artur foi mostrado durante o funeral junto com as de Cadwaladr ap Gruffydd e Bruto de Tróia. Uma chantria foi erguida sobre sua sepultura em 1504.

## Legado

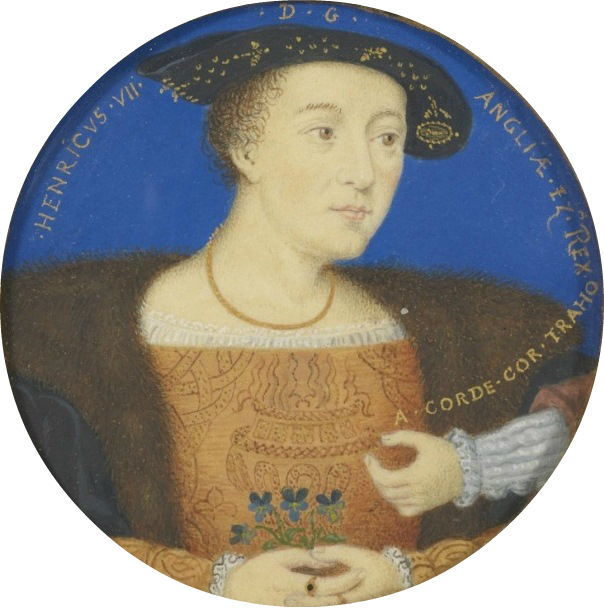
Artur por George Harding, c. 1815

A ideia de casar a recém viúva Catarina com o novo herdeiro Henrique cresceu pouco depois da morte de Artur; tanto Henrique VII quando Isabel I estavam interessados em seguir em frente com o noivado. Após originalmente rejeitar a ideia, Henrique anunciou logo após sua ascensão que se casaria com ela. O casamento aconteceu em 11 de junho de 1509. Catarina teve seis filhos com Henrique: três meninos morreram com menos de três meses, uma filha era natimorta e outra viveu por apenas um dia. A única criança sobrevivente do casal foi a futura rainha Maria I.
Após apaixonar-se por Ana Bolena, irmã de sua antiga amante Maria Bolena, Henrique ficou no meio daquilo que ficou conhecido como sua "Grande Questão": encontrar uma solução apropriada para sua falta de herdeiros homens. Ele encontrou várias possíveis opções. O rei poderia tentar legitimizar seu filho bastardo Henrique Fitzroy, Duque de Richmond e Somerset, porém isso seria difícil e precisaria da intervenção do papa. Poderia casar sua filha Maria e torcer por um neto homem, porém isso não era uma real opção já que ela era uma criança enferma e provavelmente incapaz de conceber durante a vida de Henrique. Por último, ele poderia rejeitar Catarina e se casar com uma noiva mais capaz de ter filhos. Provavelmente vendo a possibilidade de casar-se com Ana, a terceira opção mostrou-se a mais viável para Henrique e logo tornou-se seu desejo dissolver seu casamento.
Henrique acreditava que seu casamento estava amaldiçoado e acabou encontrando confirmação na Bíblia, em Levítico 20:21. Apesar de Artur ter afirmado na manhã seguinte ao seu casamento que estava com sede "porque estive no meio da Espanha ontem a noite" e que "ter uma esposa é um bom passatempo", essas afirmações são geralmente consideradas por historiadores modernos como meras ostentações de um menino que não queria que os outros soubessem de seu fracasso, e Catarina afirmou até morrer que se casou com Henrique ainda virgem. Depois de Henrique muito debater que o casamento dela com o irmão havia sido consumado, o anulamento foi emitido em 23 de abril de 1533, apesar dele já ter se casado com Ana em 25 de janeiro.